# Kathrine Narducci
Kathrine Narducci (Harlem, New York, 12. kolovoza 1965.) američka je glumica, najpoznatija po ulozi Charmaine Bucco iz televizijske serije Obitelj Soprano.

## Vanjske poveznice
- Kathrine Narducci u internetskoj bazi filmova IMDb-u (engl.)